# مركز فنون الطفل الفلسطيني
مركز فنون الطفل الفلسطيني (اختصارًا PCAC) هو منظمة غير حكومية غير ربحية تأسست عام 1994 في مدينة الخليل الفلسطينية. تتركز أنشطتها بشكل رئيسي على التنمية الفكرية للأطفال الفلسطينيين وتعزيز دور إيجابي للطفل داخل المجتمع والثقافة الفلسطينية.
أما السياق المُعنف الذي نشأ فيه الأطفال فقد أثّر على سلوكهم وحياتهم. فبعد مجزرة الحرم الإبراهيمي في فبراير/شباط 1994، تعرض بعض الأطفال لصدمات نفسية وأظهروا تغيرات جذرية في سلوكهم. وبالتالي، فإنَّ البرامج التي يديرها مركز فنون الطفل الفلسطيني مصممة لمساعدة الطفل بشكل تدريجي على استئناف حياته الطبيعية. تتمثل مهمة المركز في تحقيق الوعد الذي يرفعه شعارها: «نحو طفلٍ فلسطيني مبدع».

## أهداف
يقوم مركز فنون الطفل الفلسطيني بالعديد من الأنشطة والتي تشمل:
- إعداد برامج تعليمية موجهة للأطفال.
- تحديث وتطوير برامج تنمية الطفولة للعاملين في هذا المجال.
- تطوير برامج أخرى للأطفال بالاشتراك مع منظمات أخرى لخلق ثقافة تعليمية مجتمعية.
- إجراء أبحاث حول انتهاكات حقوق الأطفال ونشر النشرات والتقارير للدفاع عن تلك الحقوق.
- التنسيق والتعاون مع منظمات أخرى تهتم بالشؤون المتعلقة بالأطفال.
- بناء علاقات مع المنظمات العربية والدولية الأخرى التي تهتم بالأطفال وحقوقهم.

## برامج
يقدم المركز العديد من الأنشطة والخدمات لكل من الأطفال والبالغين:
برامج الأطفال:
- برنامج أمل الغد السنوي (امل الغد يعني رجاء الغد) للأطفال من عمر 6 إلى 12 سنة.
- مكتبة.
- دروس في الفنون والحرف اليدوية.
- دورات موسيقى.
- برنامج القادة الشباب للمراهقين من عمر 14 إلى 18 سنة (ملاحظة: يرجى التأكد فيما إذا كان البرنامج مخصص للمراهقين بشكل عام أم للفتيان فقط).
- مسرح العرائس.
- ألعاب إلكترونية.
- مهرجانات.
- معارض.

برامج البالغين:
- استقطاب القادة.
- التوعية العامة - ندوات ومحاضرات ومؤتمرات ومعارض متعلقة بالطفل.
- تأهيل معلمات رياض الأطفال.
- تأهيل مشرفي المخيمات الصيفية.